# آلشونمش‌آپاتی
آلشونِمِش‌آپاتی (به مجاری:  Alsónemesapáti) یک سکونتگاه مسکونی در مجارستان است که در زالا واقع شده‌است.